# Neerim South
Neerim South is een plaats in de Australische deelstaat Victoria en telt 1602 inwoners (2006).